# Лопарит
Лопари́т (Loparite-(Ce)) — минерал подкласса сложных оксидов, чёрного или серовато-чёрного цвета. 
Химическая формула: (Na,Ce,Th)(Ce,Sr)2(Ti,Nb)2O6.

## История
Лопарит впервые был описан из месторождений в Хибинах и в Ловозёрских тундрах.
Образцы были собраны экспедицией Геологического комитета на Кольский полуостров в начале 1920-х годов, описан Иваном Георгиевичем Кузнецовым (1925).
Название минерала происходит от слова «лопари» — традиционного названия саамов, коренного народа Фенноскандии (в том числе и Кольского полуострова).

## Описание
Непрозрачный минерал чёрного или серовато-чёрного цвета. Блеск металлический или полуметаллический. Твёрдость по шкале Мооса 5,5; плотность 4,6–4,89 г/см³. Спайность несовершенная. Излом неровный. Минерал хрупок.
Кристаллы псевдокубические, в среднем 1–3 мм, встречаются до 1,5 см в поперечнике, широко распространены двойники прорастания. 
Существует разновидность лопарита, содержащая ниобий, — ниоболопарит.
Происхождение — магматическое. Структура — перовскитового типа. Добывается в месторождениях Кольского полуострова в качестве руды редкоземельных металлов, тантала и ниобия.

## Галерея изображений

Сдвойникованные кристаллы лопарита
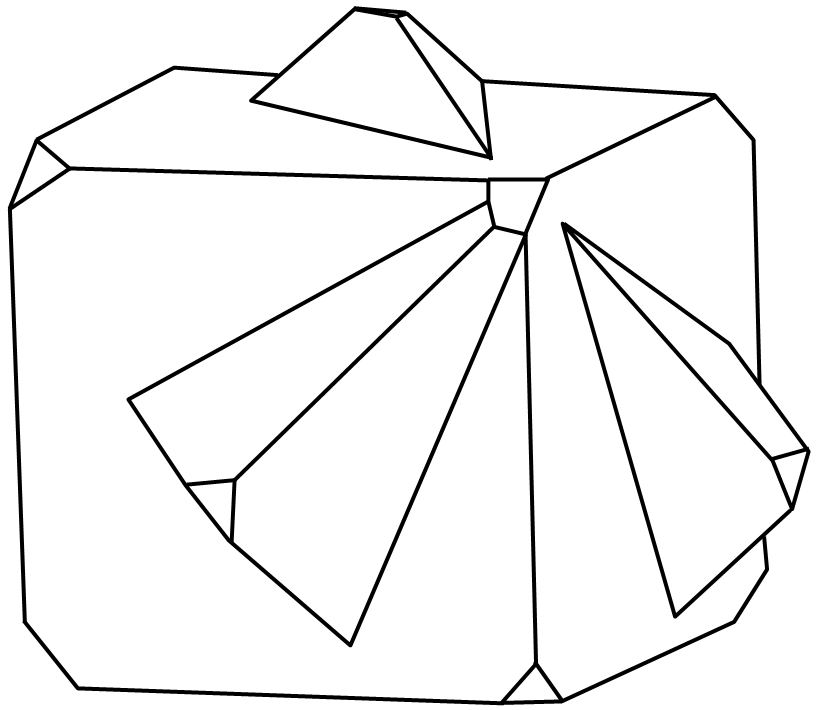
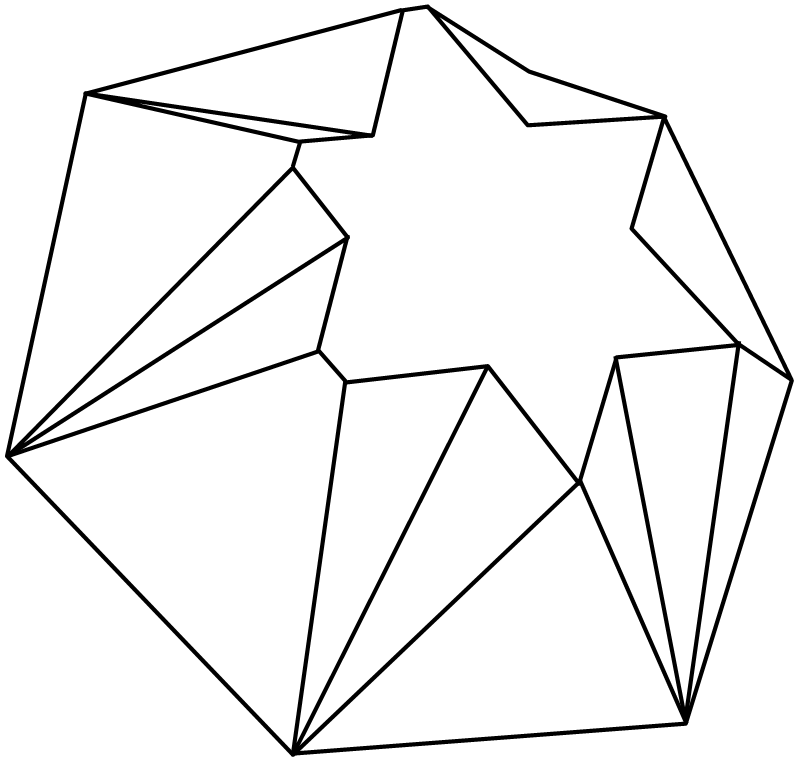
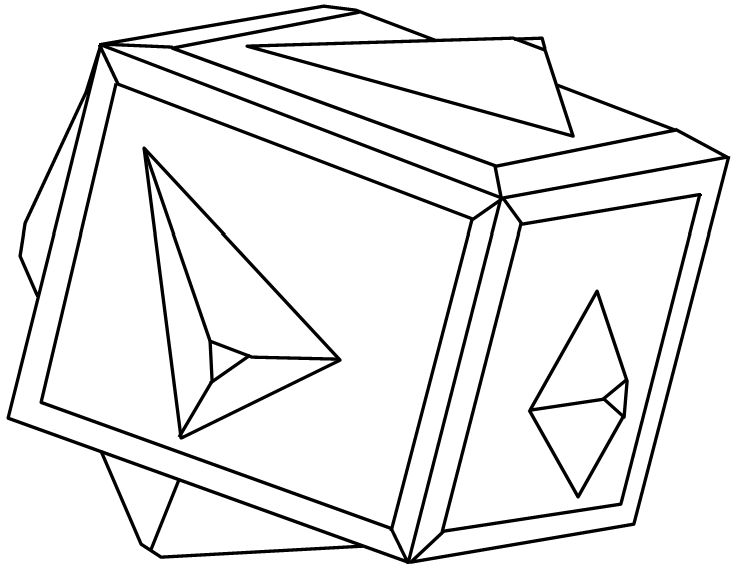